# Reticulaphis fici
Reticulaphis fici är en insektsart som först beskrevs av Takahashi, R. 1923.  Reticulaphis fici ingår i släktet Reticulaphis och familjen långrörsbladlöss. Inga underarter finns listade i Catalogue of Life.